# Thomisus labefactus
Thomisus labefactus là một loài nhện trong họ Thomisidae.
Loài này thuộc chi Thomisus. Thomisus labefactus được Ferdinand Karsch miêu tả năm 1881.

## Hình ảnh

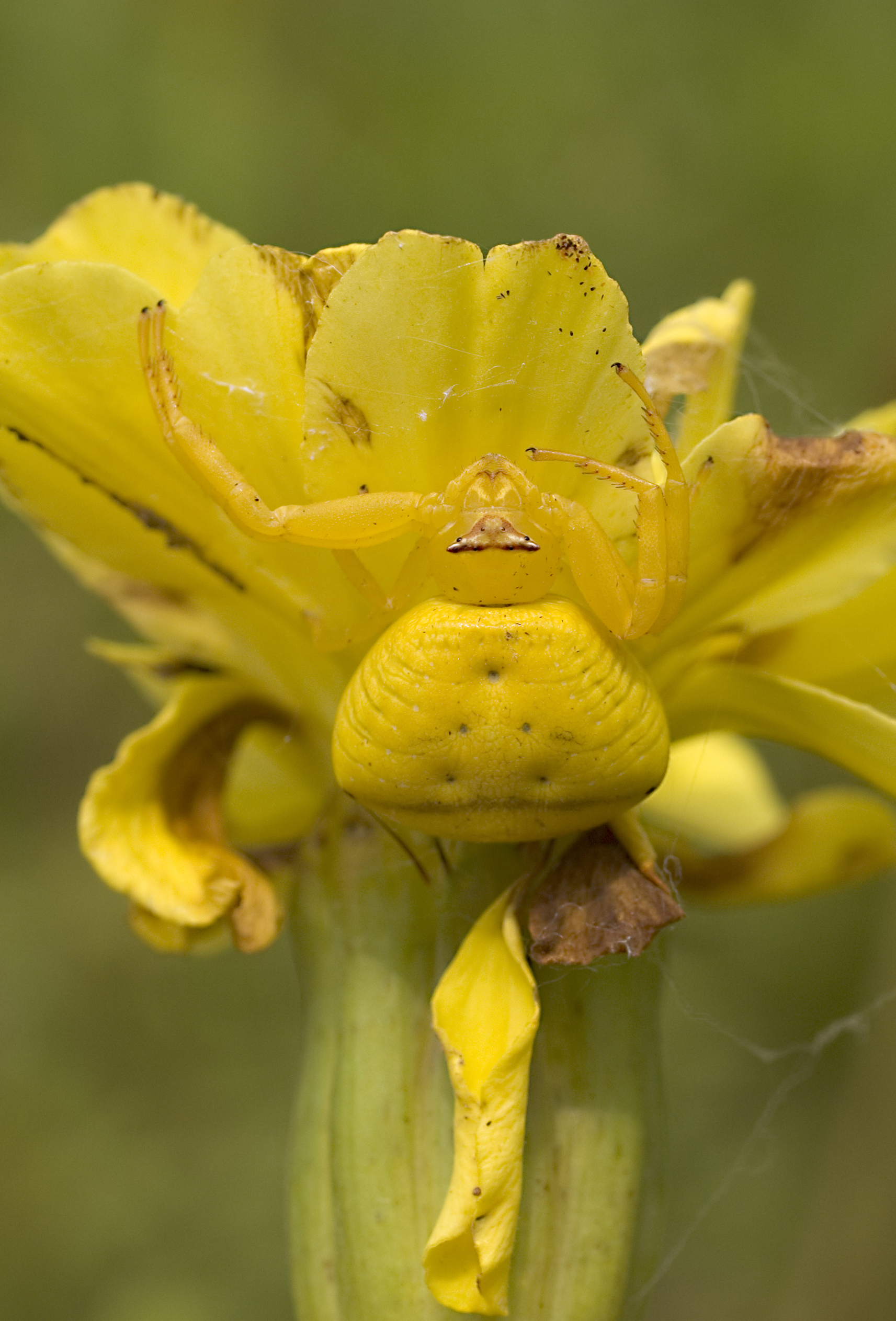
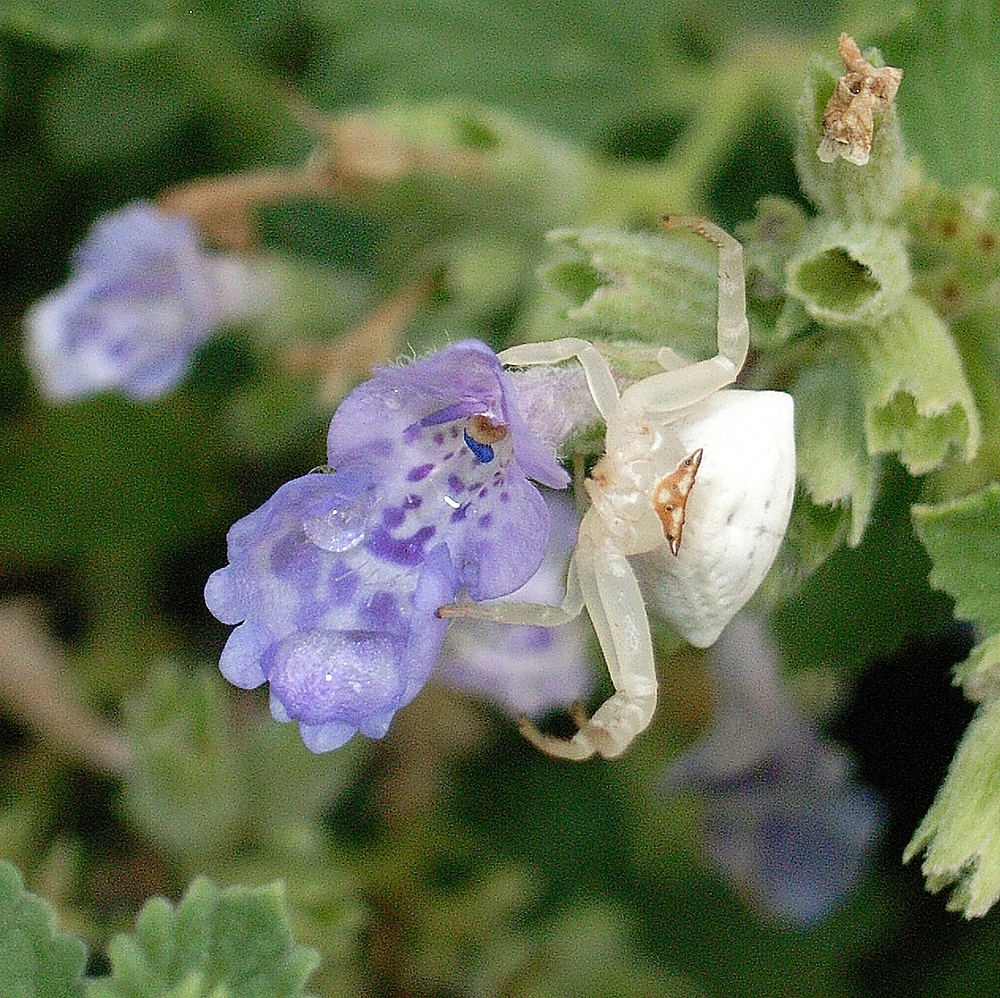
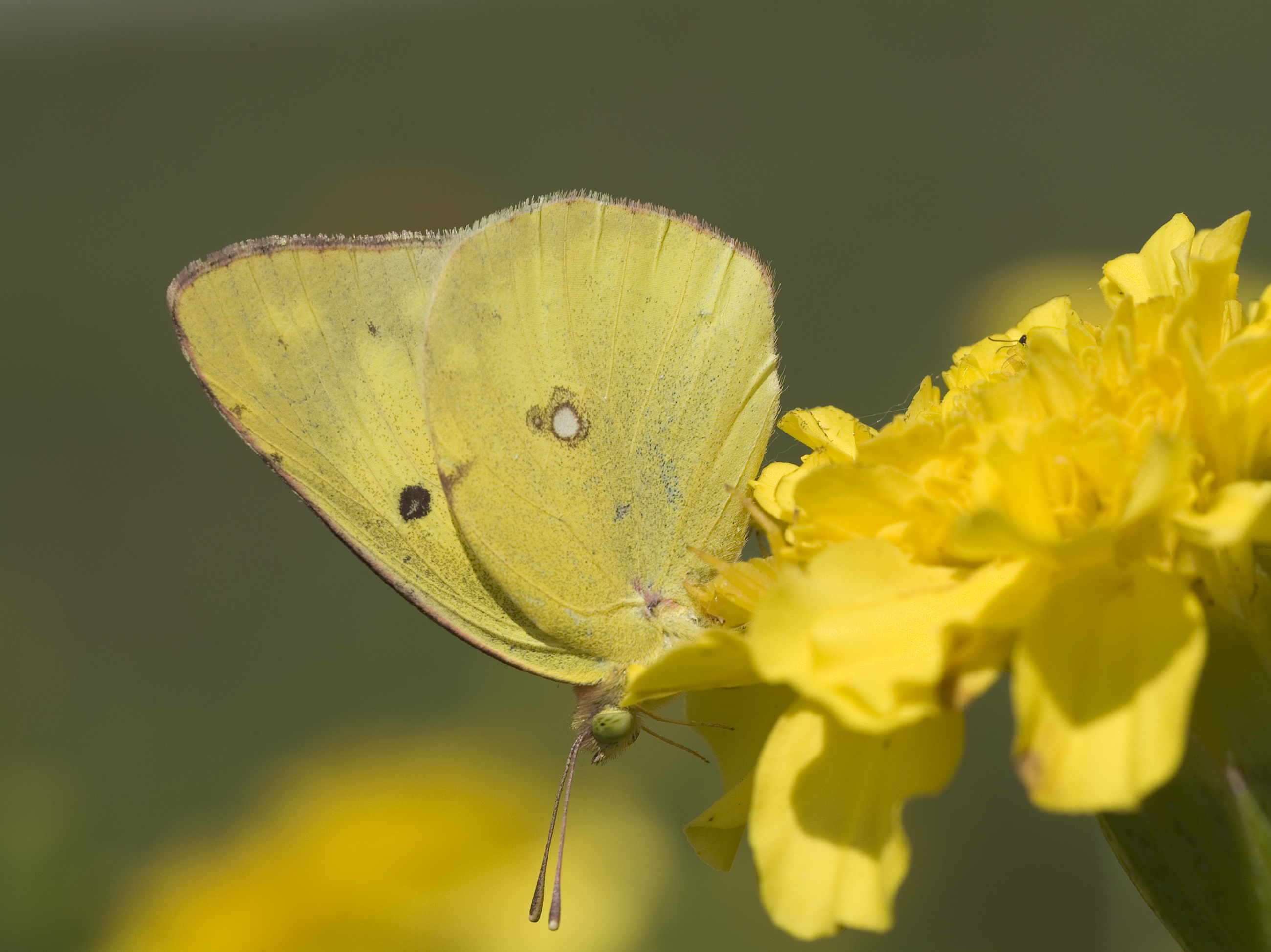